# Coupe du monde de biathlon 2009-2010
Navigation
Édition précédente Édition suivante
La 33e édition de la Coupe du monde de biathlon démarre le 2 décembre 2009 par une épreuve individuelle (individuel homme) sur le parcours d'Östersund (Suède) et se termine le 27 mars 2010 par des départs groupés organisés à Khanty-Mansiisk (Russie). Entre-temps, la saison aura été interrompue par les épreuves olympiques à Vancouver disputées au mois de février 2010.

## Changements

### Règlements
Plusieurs modifications concernant les règlements de la Coupe du monde ont été entérinées à l'occasion d'un congrès organisé à Prague entre le 4 et le 7 septembre 2008 par l'Union internationale de biathlon. Celui-ci fait émerger un règlement plus souple concernant la composition des listes de départ de participation aux épreuves de Coupe du monde. Le système des quotas étant supprimé, 130 biathlètes peuvent désormais s'aligner sur une épreuve individuelle, ceci avec un nombre maximum d'athlètes par pays établi selon les performances globales d'un pays. C'est ainsi que les meilleurs pays peuvent inscrire jusqu'à 7 représentants par épreuve.
Par ailleurs, les dix premiers biathlètes de chaque épreuve individuelle seront récompensés financièrement par l'IBU contre huit auparavant (en moyenne 30 000 euros sont distribués par épreuve). De même, ce ne sont plus les 30 premiers mais les 40 premiers de chaque course qui obtiennent des points comptant pour le classement général de la Coupe du monde et le classement général de la spécialité. Le vainqueur d'une étape se voit donc attribuer 60 points contre 50 depuis la saison 2008-2009.
| Période / Place  | 1  | 2  | 3  | 4  | 5  | 6  | 7  | 8  | 9  | 10 | 11 | 12 | 13 | 14 | 15 | 16 | 17 | 18 | 19 | 20 | 21 | 22 | 23 | 24 | 25 | 26 | 27 | 28 | 29 | 30 | 31 | 32 | 33 | 34 | 35 | 36 | 37 | 38 | 39 | 40 |
| ---------------- | -- | -- | -- | -- | -- | -- | -- | -- | -- | -- | -- | -- | -- | -- | -- | -- | -- | -- | -- | -- | -- | -- | -- | -- | -- | -- | -- | -- | -- | -- | -- | -- | -- | -- | -- | -- | -- | -- | -- | -- |
| 2007-2008        | 50 | 46 | 43 | 40 | 37 | 34 | 32 | 30 | 28 | 26 | 24 | 22 | 20 | 18 | 16 | 15 | 14 | 13 | 12 | 11 | 10 | 9  | 8  | 7  | 6  | 5  | 4  | 3  | 2  | 1  | -  | -  | -  | -  | -  | -  | -  | -  | -  | -  |
| Depuis 2008-2009 | 60 | 54 | 48 | 43 | 40 | 38 | 36 | 34 | 32 | 31 | 30 | 29 | 28 | 27 | 26 | 25 | 24 | 23 | 22 | 21 | 20 | 19 | 18 | 17 | 16 | 15 | 14 | 13 | 12 | 11 | 10 | 9  | 8  | 7  | 6  | 5  | 4  | 3  | 2  | 1  |

## Principaux faits

### Résumé de la saison
Chez les hommes, durant le début de la saison, la lutte pour le dossard jaune de la Coupe du monde a été dominée par le duo norvégien Ole Einar Bjoerndalen - Emil Hegle Svendsen, ceci jusqu'à la fin janvier, où ils se retirent pour préparer les Jeux Olympiques. Au classement général, le leadership change quasiment toutes les semaines avec comme leader Christoph Sumann, Tim Burke, Evgeny Ustyugov et enfin, juste avant les Jeux Olympiques, Simon Fourcade. Lors de ces Jeux, il y a quatre vainqueurs différents : Vincent Jay, Evgeny Ustyugov, Björn Ferry et Emil Hegle Svendsen. À l'issue de ces Jeux, on peut croire à une bataille à trois pour le gros globe de cristal entre Evgeny Ustyugov, Christoph Sumann et Emil Hegle Svendsen. C'était sans compter sur Martin Fourcade, qui explose en fin de saison en remportant trois victoires consécutives. Le petit globe de cristal de l'Individuel est gagné facilement par Christoph Sumann. Alors que le petit globe de cristal de la poursuite était promis à Simon Eder, à cause de sa 28e place lors de la dernière poursuite de la saison et de la victoire de Martin Fourcade, ce dernier parvient à remporter le petit globe de cristal en question. Emil Hegle Svendsen triomphe quant à lui au classement général.
Chez les dames, la première moitié de saison a été dominée par le duo suédois Helena Jonsson - Anna Carin Olofsson-Zidek, fortes d'une grande régularité parmi le peloton de tête (7 podiums dont 4 victoires pour Jonsson, 4 podiums dont 2 victoires pour Olofsson-Zidek). Ainsi, Jonsson, sur la lancée de son grand globe de cristal acquis sur le fil face à Kati Wilhelm la saison précédente, domina outrageusement le classement mondial. Mais une baisse de forme, marquée notamment par un zéro pointé lors des Jeux, causera une remontée de ses principales adversaires, parmi lesquelles se trouve Magdalena Neuner, double championne olympique (les 2 autres titres individuels ayant été raflés par Anastasiya Kuzmina et Tora Berger), qui profitera de ce trou de la Suédoise (qui ne remontera sur un podium individuel que lors de l'avant-dernière épreuve mondiale, le sprint de Khanty-Mansiïsk) pour s'emparer de la première place mondiale. Et si elle est inquiétée en fin de saison par sa compatriote Simone Hauswald, auteur d'un hat-trick lors de l'étape d'Oslo-Holmenkollen, elle assure lors de la dernière étape son deuxième grand globe de cristal. Elle rafle par ailleurs les petits globes de la poursuite et du départ groupé, tandis que Hauswald remporte celui du sprint et Olofsson-Zidek celui de l'individuel.

## Classements

### Classement général
Le classement général prend en compte seulement les 22 meilleurs résultats de chaque biathlète sur les 25 épreuves.
| Rang | Nom                   | Points | Victoire(s) |
| ---- | --------------------- | ------ | ----------- |
| 1    | Emil Hegle Svendsen   | 828    | 5           |
| 2    | Christoph Sumann      | 813    | 1           |
| 3    | Ivan Tcherezov        | 782    | 4           |
| 4    | Evgeny Ustyugov       | 752    | 3           |
| 5    | Martin Fourcade       | 719    | 3           |
| 6    | Dominik Landertinger  | 701    | 1           |
| 7    | Simon Fourcade        | 655    |             |
| 8    | Simon Eder            | 653    |             |
| 9    | Arnd Peiffer          | 646    | 1           |
| 10   | Ole Einar Bjoerndalen | 593    | 3           |
| 11   | Vincent Jay           | 563    | 1           |
| 12   | Daniel Mesotitsch     | 540    | 1           |
| 13   | Michael Greis         | 537    |             |
| 14   | Tim Burke             | 525    |             |
| 15   | Andreas Birnbacher    | 479    |             |
| 16   | Björn Ferry           | 472    | 1           |
| 17   | Maxim Tchoudov        | 438    | 1           |
| 18   | Tomasz Sikora         | 421    |             |
| 19   | Alexander Os          | 414    |             |
| 20   | Klemen Bauer          | 396    |             |

| Rang | Nom                       | Points | Victoire(s) |
| ---- | ------------------------- | ------ | ----------- |
| 1    | Magdalena Neuner          | 933    | 5           |
| 2    | Simone Hauswald           | 854    | 4           |
| 3    | Helena Jonsson            | 813    | 4           |
| 4    | Andrea Henkel             | 781    | 2           |
| 5    | Anna Carin Olofsson-Zidek | 775    | 2           |
| 6    | Darya Domracheva          | 770    | 2           |
| 7    | Kati Wilhelm              | 733    |             |
| 8    | Olga Zaïtseva             | 719    |             |
| 9    | Marie-Laure Brunet        | 682    |             |
| 10   | Teja Gregorin             | 588    |             |
| 11   | Svetlana Sleptsova        | 572    | 2           |
| 12   | Tora Berger               | 564    | 2           |
| 13   | Olga Medvedtseva          | 542    |             |
| 14   | Valj Semerenko            | 538    |             |
| 15   | Anna Boulygina            | 499    |             |
| 16   | Sandrine Bailly           | 492    |             |
| 17   | Marie Dorin               | 492    |             |
| 18   | Martina Beck              | 462    |             |
| 19   | Vita Semerenko            | 453    |             |
| 20   | Anastasia Kuzmina         | 443    | 1           |

### Coupe des Nations
Les deux moins bons scores en relais et les deux moins bons scores des épreuves individuelles de chaque nation sont retirés (seulement 15 épreuves sont donc prises en compte).
| Rang | Pays       | Points |
| ---- | ---------- | ------ |
| 1    | Norvège    | 6250   |
| 2    | Russie     | 6161   |
| 3    | Autriche   | 6107   |
| 4    | France     | 5846   |
| 5    | Allemagne  | 5760   |
| 6    | Suède      | 5147   |
| 7    | Ukraine    | 5001   |
| 8    | Suisse     | 4868   |
| 9    | Tchéquie   | 4697   |
| 10   | États-Unis | 4448   |

| Rang | Pays        | Points |
| ---- | ----------- | ------ |
| 1    | Allemagne   | 6309   |
| 2    | Russie      | 6290   |
| 3    | France      | 5834   |
| 4    | Suède       | 5829   |
| 5    | Ukraine     | 5456   |
| 6    | Biélorussie | 5201   |
| 7    | Norvège     | 5114   |
| 8    | Slovénie    | 4777   |
| 9    | Pologne     | 4751   |
| 10   | Kazakhstan  | 4083   |

### Classement par discipline

#### Individuel
Le classement de l'individuel prend en compte seulement les 3 meilleurs résultats de chaque biathlète sur les 4 épreuves.
| Rang | Nom                 | Points |
| ---- | ------------------- | ------ |
| 1    | Christoph Sumann    | 142    |
| 2    | Emil Hegle Svendsen | 120    |
| 3    | Daniel Mesotitsch   | 120    |
| 4    | Serguei Sednev      | 114    |
| 5    | Pavol Hurajt        | 111    |
| 6    | Tomasz Sikora       | 101    |
| 7    | Michal Šlesingr     | 99     |
| 8    | Martin Fourcade     | 97     |
| 9    | Tim Burke           | 93     |
| 10   | Alexander Os        | 90     |

| Rang | Nom                       | Points |
| ---- | ------------------------- | ------ |
| 1    | Anna Carin Olofsson-Zidek | 132    |
| 2    | Andrea Henkel             | 126    |
| 3    | Kati Wilhelm              | 121    |
| 4    | Darya Domracheva          | 121    |
| 5    | Helena Jonsson            | 120    |
| 6    | Magdalena Neuner          | 114    |
| 7    | Oksana Khvostenko         | 103    |
| 8    | Valj Semerenko            | 102    |
| 9    | Marie-Laure Brunet        | 95     |
| 10   | Iana Romanova             | 90     |

#### Sprint
Le classement du sprint prend en compte seulement les 9 meilleurs résultats de chaque biathlète sur les 10 épreuves.
| Rang | Nom                  | Points |
| ---- | -------------------- | ------ |
| 1    | Emil Hegle Svendsen  | 354    |
| 2    | Ivan Tcherezov       | 344    |
| 3    | Christoph Sumann     | 292    |
| 4    | Evgeny Ustyugov      | 278    |
| 5    | Dominik Landertinger | 272    |
| 6    | Arnd Peiffer         | 267    |
| 7    | Ole Einar Bjørndalen | 265    |
| 8    | Martin Fourcade      | 253    |
| 9    | Simon Fourcade       | 253    |
| 10   | Michael Greis        | 251    |

| Rang | Nom                       | Points |
| ---- | ------------------------- | ------ |
| 1    | Simone Hauswald           | 345    |
| 2    | Magdalena Neuner          | 334    |
| 3    | Helena Jonsson            | 332    |
| 4    | Anna Carin Olofsson-Zidek | 326    |
| 5    | Kati Wilhelm              | 303    |
| 6    | Darya Domracheva          | 283    |
| 7    | Olga Zaïtseva             | 281    |
| 8    | Marie-Laure Brunet        | 267    |
| 9    | Olga Medvedtseva          | 262    |
| 10   | Svetlana Sleptsova        | 256    |

#### Poursuite
Le classement de la poursuite prend en compte seulement les 5 meilleurs résultats de chaque biathlète sur les 6 épreuves.
| Rang | Nom                  | Points |
| ---- | -------------------- | ------ |
| 1    | Martin Fourcade      | 197    |
| 2    | Simon Eder           | 196    |
| 3    | Ivan Tcherezov       | 189    |
| 4    | Evgeny Ustyugov      | 184    |
| 5    | Dominik Landertinger | 184    |
| 6    | Christoph Sumann     | 179    |
| 7    | Vincent Jay          | 174    |
| 8    | Emil Hegle Svendsen  | 173    |
| 9    | Arnd Peiffer         | 160    |
| 10   | Björn Ferry          | 157    |

| Rang | Nom                       | Points |
| ---- | ------------------------- | ------ |
| 1    | Magdalena Neuner          | 256    |
| 2    | Simone Hauswald           | 217    |
| 3    | Olga Zaïtseva             | 207    |
| 4    | Darya Domracheva          | 199    |
| 5    | Andrea Henkel             | 194    |
| 6    | Anna Carin Olofsson-Zidek | 187    |
| 7    | Helena Jonsson            | 182    |
| 8    | Svetlana Sleptsova        | 180    |
| 9    | Teja Gregorin             | 159    |
| 10   | Marie Laure Brunet        | 152    |

#### Départ groupé
Le classement du départ groupé prend en compte seulement les 4 meilleurs résultats de chaque biathlète sur les 5 épreuves.
| Rang | Nom                  | Points |
| ---- | -------------------- | ------ |
| 1    | Evgeny Ustyugov      | 197    |
| 2    | Emil Hegle Svendsen  | 163    |
| 3    | Arnd Peiffer         | 161    |
| 4    | Christoph Sumann     | 160    |
| 5    | Dominik Landertinger | 157    |
| 6    | Ivan Tcherezov       | 154    |
| 7    | Ole Einar Bjorndalen | 152    |
| 8    | Martin Fourcade      | 152    |
| 9    | Simon Fourcade       | 141    |
| 10   | Simon Eder           | 137    |

| Rang | Nom              | Points |
| ---- | ---------------- | ------ |
| 1    | Magdalena Neuner | 216    |
| 2    | Simone Hauswald  | 198    |
| 3    | Andrea Henkel    | 169    |
| 4    | Helena Jonsson   | 166    |
| 5    | Olga Zaïtseva    | 154    |
| 6    | Sandrine Bailly  | 143    |
| 7    | Kati Wilhelm     | 140    |
| 8    | Darya Domracheva | 140    |
| 9    | Tora Berger      | 139    |
| 10   | Martina Beck     | 134    |

#### Relais
Le classement du relais prend en compte seulement les 4 meilleurs résultats de chaque nation sur les 5 épreuves.
| Rang | Pays       | Points |
| ---- | ---------- | ------ |
| 1    | Norvège    | 228    |
| 2    | Autriche   | 210    |
| 3    | Russie     | 205    |
| 4    | France     | 195    |
| 5    | Allemagne  | 179    |
| 6    | Suède      | 155    |
| 7    | Suisse     | 144    |
| 8    | États-Unis | 133    |
| 9    | Tchéquie   | 133    |
| 10   | Ukraine    | 131    |

| Rang | Pays        | Points |
| ---- | ----------- | ------ |
| 1    | Russie      | 234    |
| 2    | Allemagne   | 205    |
| 3    | France      | 204    |
| 4    | Suède       | 191    |
| 5    | Norvège     | 165    |
| 6    | Ukraine     | 151    |
| 7    | Chine       | 150    |
| 8    | Biélorussie | 138    |
| 9    | Pologne     | 135    |
| 10   | Slovénie    | 135    |

## Calendrier et podiums

### Femmes
| 1. Östersund (2 décembre 2009 - 6 décembre 2009) |                    |                                                                   |                                                                         |                                                                      |
| Date                                             | Épreuve            | Vainqueur                                                         | Second                                                                  | Troisième                                                            |
| 02/12/2009                                       | Individuel (15 km) | Helena Jonsson                                                    | Anna Carin Olofsson-Zidek                                               | Darya Domracheva                                                     |
| 05/12/2009                                       | Sprint (7,5 km)    | Tora Berger                                                       | Olga Medvedtseva                                                        | Kaisa Mäkäräinen                                                     |
| 06/12/2009                                       | Relais (4 x 6 km)  | Allemagne Martina Beck Andrea Henkel Simone Hauswald Kati Wilhelm | Russie Svetlana Sleptsova Anna Boulygina Olga Zaïtseva Olga Medvedtseva | France Marie-Laure Brunet Sylvie Becaert Marie Dorin Sandrine Bailly |

| 2. Hochfilzen (11 décembre 2009 - 13 décembre 2009) |                   |                                                                      |                                                                      |                                                                                     |
| Date                                                | Épreuve           | Vainqueur                                                            | Second                                                               | Troisième                                                                           |
| 11/12/2009                                          | Sprint (7,5 km)   | Anna Carin Olofsson-Zidek                                            | Helena Jonsson                                                       | Olga Zaïtseva                                                                       |
| 12/12/2009                                          | Poursuite (10 km) | Helena Jonsson                                                       | Svetlana Sleptsova                                                   | Olga Zaïtseva                                                                       |
| 13/12/2009                                          | Relais (4 x 6 km) | Russie Svetlana Sleptsova Anna Boulygina Iana Romanova Olga Zaïtseva | France Marie-Laure Brunet Sylvie Becaert Marie Dorin Sandrine Bailly | Suède Elisabeth Högberg Anna Carin Olofsson-Zidek Anna Maria Nilsson Helena Jonsson |

| 3. Pokljuka (17 décembre 2009 - 20 décembre 2009) |                    |                    |                           |                      |
| Date                                              | Épreuve            | Vainqueur          | Second                    | Troisième            |
| 17/12/2009                                        | Individuel (15 km) | Helena Jonsson     | Anna Carin Olofsson-Zidek | Anastasiya Kuzmina   |
| 19/12/2009                                        | Sprint (7,5 km)    | Svetlana Sleptsova | Anna Bogali-Titovets      | Magdalena Neuner     |
| 20/12/2009                                        | Poursuite (10 km)  | Svetlana Sleptsova | Magdalena Neuner          | Anna Bogali-Titovets |

| 4. Oberhof (6 janvier 2010 - 10 janvier 2010) |                         |                                                                                |                                                                    |                                                                      |
| Date                                          | Épreuve                 | Vainqueur                                                                      | Second                                                             | Troisième                                                            |
| 06/01/2010                                    | Relais (4 x 6 km)       | Russie Anna Bogali-Titovets Anna Boulygina Olga Medvedtseva Svetlana Sleptsova | Allemagne Martina Beck Simone Hauswald Tina Bachmann Andrea Henkel | France Marie-Laure Brunet Sylvie Becaert Marie Dorin Sandrine Bailly |
| 08/01/2010                                    | Sprint (7,5 km)         | Simone Hauswald                                                                | Helena Jonsson                                                     | Ann Kristin Flatland                                                 |
| 10/01/2010                                    | Départ groupé (12,5 km) | Andrea Henkel                                                                  | Helena Jonsson                                                     | Tora Berger                                                          |

| 5. Ruhpolding (13 janvier 2010 - 17 janvier 2010) |                         |                                                                                     |                                                                    |                                                                               |
| Date                                              | Épreuve                 | Vainqueur                                                                           | Second                                                             | Troisième                                                                     |
| 13/01/2010                                        | Sprint (7,5 km)         | Anna Carin Olofsson-Zidek                                                           | Olga Medvedtseva                                                   | Magdalena Neuner                                                              |
| 15/01/2010                                        | Relais (4 x 6 km)       | Suède Elisabeth Högberg Anna Carin Olofsson-Zidek Anna Maria Nilsson Helena Jonsson | Russie Iana Romanova Anna Boulygina Olga Medvedtseva Olga Zaïtseva | Norvège Liv Kjersti Eikeland Ann Kristin Flatland Solveig Rogstad Tora Berger |
| 16/01/2010                                        | Départ groupé (12,5 km) | Helena Jonsson                                                                      | Simone Hauswald                                                    | Magdalena Neuner                                                              |

| 6. Antholz (20 janvier 2010 - 24 janvier 2010) |                    |                  |                  |                      |
| Date                                           | Épreuve            | Vainqueur        | Second           | Troisième            |
| 20/01/2010                                     | Individuel (15 km) | Magdalena Neuner | Kati Wilhelm     | Andrea Henkel        |
| 22/01/2010                                     | Sprint (7,5 km)    | Magdalena Neuner | Andrea Henkel    | Sandrine Bailly      |
| 24/01/2010                                     | Poursuite (10 km)  | Andrea Henkel    | Magdalena Neuner | Ann Kristin Flatland |

| Jeux olympiques d'hiver 2010 à Vancouver (13 février 2010 - 26 février 2010) |                         |                                                                               |                                                                      |                                                                   |
| Date                                                                         | Épreuve                 | Vainqueur                                                                     | Second                                                               | Troisième                                                         |
| 13/02/2010                                                                   | Sprint (7,5 km)         | Anastasiya Kuzmina                                                            | Magdalena Neuner                                                     | Marie Dorin                                                       |
| 16/02/2010                                                                   | Poursuite (10 km)       | Magdalena Neuner                                                              | Anastasiya Kuzmina                                                   | Marie-Laure Brunet                                                |
| 18/02/2010                                                                   | Individuel (15 km)      | Tora Berger                                                                   | Elena Khrustaleva                                                    | Darya Domracheva                                                  |
| 21/02/2010                                                                   | Départ groupé (12,5 km) | Magdalena Neuner                                                              | Olga Zaïtseva                                                        | Simone Hauswald                                                   |
| 23/02/2010                                                                   | Relais (4 x 6 km)       | Russie Svetlana Sleptsova Anna Bogali-Titovets Olga Medvedtseva Olga Zaïtseva | France Marie-Laure Brunet Sylvie Becaert Marie Dorin Sandrine Bailly | Allemagne Kati Wilhelm Simone Hauswald Martina Beck Andrea Henkel |

| 7. Kontiolahti (12 mars 2010 - 14 mars 2010) |                   |                  |                  |                 |
| Date                                         | Épreuve           | Vainqueur        | Second           | Troisième       |
| 13/03/2010                                   | Sprint (7,5 km)   | Darya Domracheva | Olga Zaïtseva    | Kati Wilhelm    |
| 14/03/2010                                   | Poursuite (10 km) | Darya Domracheva | Magdalena Neuner | Simone Hauswald |

| 8. Holmenkollen (18 mars 2010 - 21 mars 2010) |                         |                 |                  |                           |
| Date                                          | Épreuve                 | Vainqueur       | Second           | Troisième                 |
| 18/03/2010                                    | Sprint (7,5 km)         | Simone Hauswald | Darya Domracheva | Anna Carin Olofsson-Zidek |
| 20/03/2010                                    | Poursuite (10 km)       | Simone Hauswald | Darya Domracheva | Anna Carin Olofsson-Zidek |
| 21/03/2010                                    | Départ groupé (12,5 km) | Simone Hauswald | Vita Semerenko   | Magdalena Neuner          |

| 9. Khanty-Mansiïsk (25 mars 2010 - 28 mars 2010) |                         |                  |                    |                    |
| Date                                             | Épreuve                 | Vainqueur        | Second             | Troisième          |
| 25/03/2010                                       | Sprint (7,5 km)         | Iana Romanova    | Marie-Laure Brunet | Helena Jonsson     |
| 27/03/2010                                       | Départ groupé (12,5 km) | Magdalena Neuner | Sandrine Bailly    | Anastasiya Kuzmina |

### Hommes
| 1. Östersund (2 décembre 2009 - 6 décembre 2009) |                     |                                                                    |                                                                           |                                                                             |
| Date                                             | Épreuve             | Vainqueur                                                          | Second                                                                    | Troisième                                                                   |
| 03/12/2009                                       | Individuel (20 km)  | Emil Hegle Svendsen                                                | Tim Burke                                                                 | Christoph Sumann                                                            |
| 05/12/2009                                       | Sprint (10 km)      | Ole Einar Bjørndalen                                               | Emil Hegle Svendsen                                                       | Tim Burke                                                                   |
| 06/12/2009                                       | Relais (4 x 7,5 km) | France Vincent Jay Vincent Defrasne Simon Fourcade Martin Fourcade | Norvège Emil Hegle Svendsen Alexander Os Lars Berger Ole Einar Bjørndalen | Autriche Daniel Mesotitsch Simon Eder Dominik Landertinger Christoph Sumann |

| 2. Hochfilzen (11 décembre 2009 - 13 décembre 2009) |                     |                                                                             |                                                                      |                                                                      |
| Date                                                | Épreuve             | Vainqueur                                                                   | Second                                                               | Troisième                                                            |
| 11/12/2009                                          | Sprint (10 km)      | Ole Einar Bjørndalen                                                        | Nikolay Kruglov                                                      | Evgeny Ustyugov                                                      |
| 12/12/2009                                          | Poursuite (12,5 km) | Emil Hegle Svendsen                                                         | Simon Eder                                                           | Ole Einar Bjørndalen                                                 |
| 13/12/2009                                          | Relais (4 x 7,5 km) | Autriche Simon Eder Daniel Mesotitsch Dominik Landertinger Christoph Sumann | Russie Ivan Tcherezov Evgeny Ustyugov Nikolay Kruglov Maxim Tchoudov | Allemagne Christoph Stephan Arnd Peiffer Michael Greis Simon Schempp |

| 3. Pokljuka (17 décembre 2009 - 20 décembre 2009) |                     |                  |                      |              |
| Date                                              | Épreuve             | Vainqueur        | Second               | Troisième    |
| 17/12/2009                                        | Individuel (20 km)  | Christoph Sumann | Simon Fourcade       | Alexander Os |
| 19/12/2009                                        | Sprint (10 km)      | Ivan Tcherezov   | Dominik Landertinger | Thomas Frei  |
| 20/12/2009                                        | Poursuite (12,5 km) | Evgeny Ustyugov  | Roland Lessing       | Simon Eder   |

| 4. Oberhof (6 janvier 2010 - 10 janvier 2010) |                       |                                                                             |                                                                    |                                                                      |
| Date                                          | Épreuve               | Vainqueur                                                                   | Second                                                             | Troisième                                                            |
| 07/01/2010                                    | Relais (4 x 7,5 km)   | Norvège Halvard Hanevold Tarjei Bø Emil Hegle Svendsen Ole Einar Bjørndalen | France Vincent Jay Vincent Defrasne Simon Fourcade Martin Fourcade | Allemagne Christoph Stephan Michael Greis Arnd Peiffer Simon Schempp |
| 09/01/2010                                    | Sprint (10 km)        | Evgeny Ustyugov                                                             | Michael Greis                                                      | Carl-Johan Bergman                                                   |
| 10/01/2010                                    | Départ groupé (15 km) | Ole Einar Bjørndalen                                                        | Tim Burke                                                          | Tomasz Sikora                                                        |

| 5. Ruhpolding (13 janvier 2010 - 17 janvier 2010) |                       |                                                                     |                                                                             |                                                                                  |
| Date                                              | Épreuve               | Vainqueur                                                           | Second                                                                      | Troisième                                                                        |
| 14/01/2010                                        | Sprint (10 km)        | Emil Hegle Svendsen                                                 | Ole Einar Bjørndalen                                                        | Michael Greis                                                                    |
| 16/01/2010                                        | Départ groupé (15 km) | Emil Hegle Svendsen                                                 | Evgeny Ustyugov                                                             | Simon Eder                                                                       |
| 17/01/2010                                        | Relais (4 x 7,5 km)   | Russie Ivan Tcherezov Anton Shipulin Maxim Tchoudov Evgeny Ustyugov | Norvège Halvard Hanevold Tarjei Bø Ole Einar Bjørndalen Emil Hegle Svendsen | Autriche Daniel Mesotitsch Friedrich Pinter Tobias Eberhard Dominik Landertinger |

| 6. Antholz (20 janvier 2010 - 24 janvier 2010) |                     |                   |                      |                      |
| Date                                           | Épreuve             | Vainqueur         | Second               | Troisième            |
| 21/01/2010                                     | Individuel (20 km)  | Serguei Sednev    | Daniel Mesotitsch    | Alexis Bœuf          |
| 23/01/2010                                     | Sprint (10 km)      | Arnd Peiffer      | Dominik Landertinger | Christoph Stephan    |
| 24/01/2010                                     | Poursuite (12,5 km) | Daniel Mesotitsch | Arnd Peiffer         | Dominik Landertinger |

| Jeux olympiques d'hiver 2010 à Vancouver (13 février 2010 - 26 février 2010) |                       |                                                                             |                                                                             |                                                                     |
| Date                                                                         | Épreuve               | Vainqueur                                                                   | Second                                                                      | Troisième                                                           |
| 14/02/2010                                                                   | Sprint (10 km)        | Vincent Jay                                                                 | Emil Hegle Svendsen                                                         | Jakov Fak                                                           |
| 16/02/2010                                                                   | Poursuite (12,5 km)   | Björn Ferry                                                                 | Christoph Sumann                                                            | Vincent Jay                                                         |
| 18/02/2010                                                                   | Individuel (20 km)    | Emil Hegle Svendsen                                                         | Serguei Novikov                                                             | Ole Einar Bjørndalen                                                |
| 21/02/2010                                                                   | Départ groupé (15 km) | Martin Fourcade (*)                                                         | Pavol Hurajt (*)                                                            | Christoph Sumann (*)                                                |
| 26/02/2010                                                                   | Relais (4 x 7,5 km)   | Norvège Halvard Hanevold Tarjei Bø Emil Hegle Svendsen Ole Einar Bjørndalen | Autriche Simon Eder Daniel Mesotitsch Dominik Landertinger Christoph Sumann | Russie Ivan Tcherezov Anton Shipulin Maxim Tchoudov Evgeny Ustyugov |

| 7. Kontiolahti (12 mars 2010 - 14 mars 2010) |                     |                 |                      |                 |
| Date                                         | Épreuve             | Vainqueur       | Second               | Troisième       |
| 13/03/2010                                   | Sprint (10 km)      | Ivan Tcherezov  | Emil Hegle Svendsen  | Martin Fourcade |
| 14/03/2010                                   | Poursuite (12,5 km) | Martin Fourcade | Christian de Lorenzi | Vincent Jay     |

| 8. Holmenkollen (18 mars 2010 - 21 mars 2010) |                       |                 |                  |                     |
| Date                                          | Épreuve               | Vainqueur       | Second           | Troisième           |
| 18/03/2010                                    | Sprint (10 km)        | Martin Fourcade | Maxim Tchoudov   | Christoph Sumann    |
| 20/03/2010                                    | Poursuite (12,5 km)   | Martin Fourcade | Simon Schempp    | Ivan Tcherezov      |
| 21/03/2010                                    | Départ groupé (15 km) | Ivan Tcherezov  | Christoph Sumann | Emil Hegle Svendsen |

| 9. Khanty-Mansiïsk (25 mars 2010 - 28 mars 2010) |                       |                      |                      |                   |
| Date                                             | Épreuve               | Vainqueur            | Second               | Troisième         |
| 26/03/2010                                       | Sprint (10 km)        | Ivan Tcherezov       | Christian de Lorenzi | Andriy Deryzemlya |
| 27/03/2010                                       | Départ groupé (15 km) | Dominik Landertinger | Arnd Peiffer         | Halvard Hanevold  |

Mise à jour en décembre 2024 (*)

### Mixte
| 7. Kontiolahti (12 mars 2010 - 14 mars 2010) |                              |                                                                     |                                                                   |                                                                      |
| Date                                         | Épreuve                      | Vainqueur                                                           | Second                                                            | Troisième                                                            |
| 12/03/2010                                   | Relais 2 × 6 km + 2 × 7,5 km | Norvège Ann Kristin Flatland Tora Berger Halvard Hanevold Tarjei Bø | Allemagne Kati Wilhelm Magdalena Neuner Erik Lesser Simon Schempp | Italie Katja Haller Karin Oberhofer Lukas Hofer Christian de Lorenzi |

| Championnat du monde de relais mixte à Khanty-Mansiïsk (28 mars 2010) |                              |                                                                       |                                                                                    |                                                                         |
| Date                                                                  | Épreuve                      | Vainqueur                                                             | Second                                                                             | Troisième                                                               |
| 28/03/2010                                                            | Relais 2 × 6 km + 2 × 7,5 km | Allemagne Simone Hauswald Magdalena Neuner Simon Schempp Arnd Peiffer | Norvège Ann Kristin Flatland Tora Berger Emil Hegle Svendsen Ole Einar Bjoerndalen | Suède Helena Jonsson Anna Carin Olofsson Björn Ferry Carl Johan Bergman |